# Faller Gusztáv (bányamérnök, 1816–1881)
Faller Gusztáv (Gölnicbánya, 1816. március 2. – Jászó, 1881. január 20.) bányatanácsos, a selmecbányai bányászakadémia tanára.

## Élete
A bölcseleti és jogi tanulmányok befejeztével, 1837-ben a selmecbányai bányász- és erdészakadémiára ment, ahol bányászatot és erdészetet végzett, innen a geológia és a mineralógia behatóbb tanulmányozása végett, az akkoriban nagy hírnek örvendett bécsi bányászati múzeumba ment, ahol Wilhelm Haidinger vezetése alatt tanulmányait befejezte. 1840-ben a Horvátországban működő kutatási bizottsághoz bányagyakornoki minőségbe áthelyezték és 1843-ban ismereteinek fejlesztésére, az akkor fennállott udvari kancellária a nevezetesebb bel- és külföldi bányaművek és -telepek tanulmányozására külföldről visszatérvén, 1844-ben a bányaműveléstan akkori tanára, Adriányi János bányatanácsos mellé tanársegéddé nevezték ki. 1846-ban felső bibertárnai bányatiszt lett; ezen állásában alkalma volt a selmec-szélaknai nagy terjedelmű bányászattal alaposan megismerkedni, úgy hogy, mint később maga mondta, a körülbelül 40 mérföld hosszúságú bányanyílások, alagutak és tárnák közt alig volt egy-kettő, amelyet meg nem járt volna 1849–1850-ben a császári és királyi földművelési és bányászati minisztérium meghagyásából három félévig a bányászat tanárát helyettesítette, miután a tanári vizsgát még 1847-ben letette. 1851-ben a felsőbibertárnai bányahivatalhoz mint első bányamérnöki segéd s innét 1852-ben a halli császári és királyi bánya- és sóművek igazgatóságához (Tirolban) kerületi bányamérnökké nevezték ki. 1855. október 19-én a király a selmecbányai akadémián a bányászati tanszéket neki adományozta. Tanári tevékenysége 1870-ben ért véget, amikor a magyar királyi pénzügyminisztérium a selmecbányai főbányagrófi hivatal bányászati előadójává nevezte ki. Gyakori betegeskedése miatt 1871 októberében saját kérelmére nyugállományba helyezték és Kassára, onnan pedig 1879-ben Jászóra vonult, ahol mint a jászói apátság bánya-, erdő- és jószágügyi tanácsosa élt haláláig.

## Írásai
Cikkei a Berg- u. Hüttenm. Jahrbuchban (1860. Abbau der Braunkohlenflötze zu Dorogh u. Tokod nächst Gran in Ungarn, 1861. Wichtigere Unternehmungen, Betriebserweiterungen und Neubauten bei dem Berg- und Hüttenwesen des niederungarischen Bergdistrictes, Über das Abteufen und die Bohrarbeit im Amaliaschachte, Bergmännische Notizen über die Braunkohlen von Miklósberg, Sárisáp und Mogyorós, 1863. Kurze Übersicht des Silber- und Bleierzbergbaues bei Přbram in seinem jetzigen Zustande, 1864. Der Schemnitzer Metallbergbau in seinem jetzigen Zustande, Über einige lehrreiche Abbau-Methoden auf mächtigen Lagerstätten, 1869. Geschichtliche Notizen über die Schemnitzer Berg- und Forstakademie, Über den Moderstollner Bergbau…, Reise-Notizen über einige wichtigere Metallbergbaue in Ober-Ungarn.), az Österr. Zeitschrift für Berg- und Hüttenwesen-ben (1860. Das Vorkommen von Zinnober in Schemnitz. Der Grünergang in der unverritzten Teufe, 1861. Vorkommen von Quarz-Geschieben im Grünergange, 1862. Neues Zinnerzvorkommen in Schemnitz, 1863. Eine neue Ansicht von Schemnitz, 1864. Erste Schalenförderung beim Schemnitzer Bergbaue, 1868. Über alte Schlägel- und Eisenarbeiten), a Statistikai Közleményekben (I. 1861. Közlemények a hazai bányászat köréből), a M. Mérnökegylet Közlönyében (1868. A régi vésett bányavájatok maradványairól), a Bányászati és Kohászati Lapokban (1872. A körmöczi telerek és rések hálózatáról, 1889. A tellur, Ujabb robbanó anyagokról).

## Művei
- Der Schemnitzer Metallbergbau in seinem jetzigen Zustande. Schemnitz, 1865. (A Jahrbuch der k. k. geol. Reichsanstaltban is megjelent.)
- Geschichte der Berg- und Forstakademie in Schemnitz. Schemnitz, 1865.
- Beschreibung einiger wichtiger Metallbergbaue der Com Zips. Gömör u. Abauj in Ober-Ungarn. Schemnitz, 1868.
- Der Steinkohlenbergbau bei Fünfkirchen. Schemnitz, 1869.
- Selmeczi m. kir. bányász- és erdész-akademia évszázados fennállásának Emlékkönyve 1770–1780. Schemnitz, 1871. (Ugyanez németül is; az akadémia történetével és a nevezetesebb bányászok életrajzával.)
- Vélemény a nagybányai s kolozsvári bányakerületben fekvő kincstári bányaművek állapota, műveltetése vagy felhagyása iránt a m. kir. pénzügyminiszterhez 1872. jul. 17. előterjeszté (Grimm Jánossal együtt.) Budapest, 1873.
- A vas geologiája. Budapest, 1888.

Szerkesztette a Berg- und Hüttenmännisches Jahrbuch der k. k. Bergakademien Schemnitz und Leoben und der k. k. Montanlehranstalt Přbram c. évkönyv 1859., 1862., 1865. és 1868. évfolyamait (ezekbe több cikket irt.)